# Antrusa melanocera
Antrusa melanocera är en stekelart som först beskrevs av Thomson 1895.  Antrusa melanocera ingår i släktet Antrusa och familjen bracksteklar. Inga underarter finns listade i Catalogue of Life.